# Charadrius nivosus
A Charadrius nivosus a madarak osztályának, a lilealakúak (Charadriiformes) rendjébe, ezen belül a lilefélék (Charadriidae) családjába tartozó faj.

## Rendszerezése
A fajt John Cassin német ornitológus írta le 1858-ban, az Aegialitis nembe Aegialitis nivosa néven. Egyes szervezetek a Leucopolius nembe sorolják Leucopolius nivosus néven.
Ez az újonnan felosztott faj a széki lile (Charadrius alexandrinus) alfaja volt Charadrius alexandrinus nivosus  néven, de önálló fajként nem mindegyik szervezet fogadta el.

## Alfajai
- Charadrius nivosus nivosus (Cassin, 1858)
- Charadrius nivosus occidentalis (Cabanis, 1872)[1]

## Előfordulása
Az Amerikai Egyesült Államok, Mexikó, Brit Virgin-szigetek, Amerikai Virgin-szigetek, Anguilla, Aruba, a Bahama-szigetek, Bonaire, Sint Eustatius, Saba, Kuba, Curaçao, a Dominikai Közösség, a Dominikai Köztársaság, Haiti, Honduras, Puerto Rico, Saint-Barthélemy, Saint Kitts és Nevis, Saint-Martin, a Turks- és Caicos-szigetek, Chile, Ecuador, Kolumbia, Peru és Venezuela területén honos. 
Természetes élőhelyei a homokos tengerpartok, torkolatok, sós és édes mocsarak, tavak, folyók és patakok környéke mérsékelt övi sivatagok és gyepek. Vonuló faj.

## Természetvédelmi helyzete
Az elterjedési területe rendívül nagy, egyedszáma 24000-31000 példány közötti és csökken. A Természetvédelmi Világszövetség Vörös listáján mérsékelten fenyegetett fajként szerepel.